# 에게르 라슬로
에게르 라슬로(영어: László Éger, 1977년 5월 7일~ )는 헝가리의 전 축구선수이다.